# 和歌山港線
和歌山港線（日语：／ Wakayamakō sen */?），是一條連接和歌山縣和歌山市和歌山市站至和歌山港站，屬於南海電氣鐵道的鐵路路線。和歌山港站與南海渡輪的四國航路「南海四國線」連絡，是大阪方向往德島的聯絡線。
曾經考慮使用沿線作為客運，並一度設有中途站久保町站、築地橋站、築港町站，但所有一日平均載客量均為100人以下的無人站，於是在2005年（平成17年）11月27日廢除，而曾為終點站的水軒站則早在2002年（平成14年）5月26日廢除。

## 路線資料
- 管轄、路線距離（營業距離）：全長2.8公里
  - 南海電氣鐵道（第一種鐵道事業者）：
    - 和歌山市－縣社分界點（舊：久保町） 0.8公里

  - 南海電氣鐵道（第二種鐵道事業者）、和歌山縣（第三種鐵道事業者）：
    - 縣社分界點（舊：久保町）－和歌山港 2.0公里
- 軌距：1067毫米
- 站數：2個（包括起終點站）
- 複線路段：沒有（全線單線）
- 電氣化路段：全線電氣化（直流1500V）
- 閉塞方式：自動閉塞式

## 車站列表
| 車站編號 | 中文站名   | 日文站名 | 英文站名 | 營業距離 | 接續路線                                                       |
| -------- | ---------- | -------- | -------- | -------- | -------------------------------------------------------------- |
| NK45     | 和歌山市   |          |          | 0.0      | 南海電氣鐵道： 南海本線（一部分直通） 西日本旅客鐵道：紀勢本線 |
|          | 縣社分界點 |          | /        | (0.8)    |                                                                |
| NK45-1   | 和歌山港   |          |          | 2.8      | 南海渡輪                                                       |

## 腳注
1. ↑  和歌山港線中間中間３駅（久保町・築地橋・築港町）の廃止日決定についてPDF - 南海電気鉄道プレスリリース、2005年5月13日

## 外部連結
- 南海線（空港線）（页面存档备份，存于）